# Лансароте
Лансароте (на испански: Lanzarote) е най-източният от Канарските острови, с обща площ 845,94 кв. километра и население от 142 517 души.
Столица е град Аресифе. Той е най-рано възникналият остров от архипелага. На негова територия се намира вулканът Тиманфая, забележителен поради скорошната си активност, като районът около него е обявен за национален парк. През 1993 година целият остров Лансароте е обявен за биосферен резерват.

## История
Въпреки че е известен като „Острова на стоте вулкана“, Лансароте има около триста вулканични върха.
Подобно на другите острови и този е бил обитаван от северноафриканските аборигени гуанчи, на Лансароте се съхраняват важни останки от тяхното общество. Островът е кръстен на генуезкия мореплавател Ланселот Малосельо (Lancelotoo Malocello), който пристигнал тук през 1312 г. и дал името си. През 1402 г. в резултат на испанското нашествие, островът се присъединява към испанската корона. Днес Лансароте е известна дестинация, посещавана от хиляди туристи през цялата година.

## Тимамфая
Национален парк Тиманфая, с площ от 50 кв. км, е съставен от вулканична почва и представлява голям интерес за туристите. Статуята „El Diablo“ от Сезар Манрике е негов символ.